# Les Fruittis
Les Fruittis (Los Fruittis) est une série télévisée d'animation espagnole en 91 épisodes de 26 minutes, créée par Antoni D'Ocon et diffusée entre le 30 septembre 1990 et le 21 juin 1992 sur TVE.
En France, la série a été diffusée à partir du 17 mai 1991 dans l'émission Avant l'école sur TF1, et au Québec à partir du 31 août 1992 à Radio-Québec (brièvement) puis à partir du 7 septembre 1993 sur Canal Famille.

## Synopsis
Cette série met en scène les Fruittis, des fruits qui vivent dans un volcan endormi. Le réveil du volcan les oblige à se réfugier dans la forêt où ils rencontrent Kumba, une fillette qui les protégera des animaux amateurs de végétaux…

## Fiche technique
- Titre original : Los Fruittis
- Titre français : Les Fruittis
- Réalisation : Antoni D'Ocon
- Scénario : Joseph Viciana
- Directeur de l'animation : Ezequiel Martín
- Animation : Alicia Boardman, Dario Duran, Francisco Eugenio, Julia Tarrago, Lluis Arques, Jesus Barbero, Christopher Doyle Inmaculada Puig, Angel Hermogenes, Eloy Espejo, Jesus Minguet, Pedro Moedano et Miguel Romero
- Décors : Josep M. Sauri
- Storyboard : Segundo Garcia
- Montage : Joseph Gamarra, Esteve Llorens et Antoni Ortiz
- Musique : Joseph Roig
- Production : Antoni D'Ocon
- Société de production : D'Ocon Films Productions
- Pays d'origine :  Espagne
- Genre : Série d'animation
- Nombre d'épisodes : 91
- Durée : 26 minutes

## Distribution

### Voix espagnoles
- Rafael Turia : Rolly l'ananas
- Ramón Puig : Pak la banane
- Joan Pera : Pincho le cactus
- Luisita Soler : Kumba

### Voix françaises
- Aurélia Bruno : Kumba
- Jean-Pierre Leroux : Pak la banane
- Pascal Renwick : Rolly l'ananas
- Mostéfa Stiti : Pincho le cactus
- Pauline Larrieu : la narratrice

Version française réalisée par Chrismax Films.
 Source et légende : version française (VF) sur RS Doublage

## Épisodes
1. Les habitants du volcan (El volcán de Los Fruittis)
2. Le mystère des géants (El enigma de los gigantes)
3. Message dans la bouteille (La botella flotante)
4. La mare aux tortues (El pantano de las tortugas)
5. La révolte des fleurs (La rebelión de las flores)
6. En route pour le Canada (Viaje a Canadá)
7. La montagne qui fait peur (La montaña del terror)
8. La fête du printemps (Fiebre de primavera)
9. Combat avec le dragon (Viaje a la China)
10. La flamme olympique (La antorcha Olímpica)
11. Voyage en Amérique (Los Fruittis en América)
12. Le petit loup (El lobito)
13. Drôle de farce (El cardo bromista)
14. Le voyage en ballon (Los aventureros del aire)
15. La découverte du Mexique (Viaje a México)
16. Le joli petit canard (El patito listo)
17. La lanterne magique (La lámpara mágica)
18. Une nuit d'épouvante (Una noche de miedo)
19. Destination pôle Nord (La isla de hielo)
20. Bonjour Paris (Un Fruitti en París)
21. Plumes magiques (Las plumas mágicas)
22. Perdus dans l'Arctique (Perdidos en el ártico)
23. Vers l'Orient (Rumbo a Oriente)
24. Le voleur de Paris (El ladrón de París)
25. Le voleur de fleurs (El ladrón de flores)
26. Pluie discorde (La lluvia de la discordia)
27. Le fantôme marin (El fantasma marino)
28. Le concours de peinture (El concurso de pintura)
29. La Fruitti d'Arizona (La Fruitti de Arizona)
30. Le chant des sirènes (El canto de las sirenas)
31. La jungle en flamme (La selva en llamas)
32. Le livre de Rigoletto (El libro de Rigoletto)
33. Un jour calme (Un día tranquilo)
34. Le match de rugby (El partido de rugby)
35. Les aventuriers de la mer (Los aventureros del mar)
36. Opération rachat (Operación rescate)
37. Le sanglier en chef (El jabalí jefe)
38. À la recherche de Pincho (En busca de Cardo)
39. Le pois chiche spatial (El garbanzo espacial)
40. Voyage à l'Himalaya (Viaje al Himalaya)
41. Le magicien de mauvais poil (El mago Malaúva)
42. L'île flottante (La isla flotante)
43. La montagne des esprits (La montaña de los espíritus)
44. Une étrange sécheresse (Una extraña sequía)
45. La grande pyramide (La gran pirámide)
46. Titre français inconnu (La selva en peligro)
47. Vacances aux Canaries (Vacaciones en Canarias)
48. L'anniversaire de Pincho (El cumpleaños de Pincho)
49. Le roi coquet (El rey presumido)
50. La grenouille enchantée (La rana encantada)
51. Le désert de cactus (El desierto de los cactus)
52. Aventure au pôle (Aventura en el Polo)
53. Gazpacho se casa
54. El más más que los demás
55. Día nocturno
56. Los árboles parlantes
57. De Polo a Polo
58. Empacho de deseos
59. Expedición peligro
60. Mensaje de alegría
61. El mundo al revés
62. Las fábulas de Gazpacho
63. Flores inodoras
64. Gazpacho alcalde
65. ¡Al agua, fruittis!
66. ¿Todos los caminos llevan a París?
67. El cumpleaños de Gazpacho
68. La inspiración de Pinchurrito
69. Cada uno por su lado
70. Ola de calor
71. Una excursión de verano
72. Monsieur Gazpacheau
73. Juegos fruittolímpicos
74. Mundo subterráneo
75. Incendios de verano
76. Cinco semanas y pico en globo
77. La máquina del tiempo
78. Una aventura de los Fruittis
79. La tierra de las maravillas
80. La isla del pirata
81. ¿Dónde está el verano?
82. La nueva vida
83. Gazpacho cuida mascotas
84. Misión: La Tierra
85. Remolashyn Monrou
86. Peligro en el pantano
87. Las catacumbas
88. Los Fruittis en el país del dragón
89. Señorita Zoo
90. Kumba está triste
91. Los Fruittis durmientes

## Production
La technique d'animation par ordinateur est originale, faisant des Fruittis la première série d'animation conçue par ordinateur en Espagne.
Antoni D'Ocon a conçu un programme de coloriage numérique et avec l'aide d'anciens élèves de l'Université de Grenoble en France qui avaient fondée la société Getris Image pour créer l'une des premières plateformes de graphisme et de peinture. Plus tard, il crée le D'Oc Animation System, un brevet qu'il a développé aux États-Unis et en Espagne.
La qualité des graphismes et de la couleur a séduit les dirigeants de différentes chaînes de télévision, permettant à la série à être diffusée à travers le monde.

## Diffusion

### En France
Les Fruittis arrive en France sur TF1 le vendredi 17 mai 1991 dans l'émission Avant l'école avec la diffusion des six premiers épisodes.
La diffusion de la série se poursuit sur TF1 dans Club Mini Zig Zag à partir du 5 juillet 1992, puis dans le Club Mini à partir du 5 septembre 1992.